# شورای اتحادیه اروپا
شورای اتحادیه اروپا (به فرانسوی: Conseil de l'Union européenne) یکی از هفت نهاد اتحادیه اروپا است که در معاهده اتحادیه اروپایی ذکر شده‌است که از این نهاد با عناوین «شورا» یا «شورای وزیران» نیز نامبرده می‌شود.
شورای وزیران در کنار پارلمان اروپا یکی از ارکان نظام قانونگذاری دو مجلسی اتحادیه اروپاست که بتدریج از میزان قدرت آن به نفع پارلمان اروپا کاسته شده‌است. این ارگان نماینده منافع ملی دولتهای عضو است. به همین دلیل، به رغم همکاری با پارلمان و کمیسیون اروپا پیوسته در حال درگیری با این دو نهاد نیز هست.
مقر شورای وزیران در بروکسل است و تصمیمات آن از ماده واحده به بعد به صورت اکثریت کیفی اخذ می‌شود.
شورای اتحادیه اروپا و شورای اروپا تنها نهادهای اتحادیه اروپا هستند که صراحتاً ماهیت بین‌دولتی دارند، یعنی از انجمن‌هایی تشکیل شده‌اند که اعضای  آن موضع مقامات اجرایی کشور خود را بیان می‌کنند. این هیئت‌های نمایندگی می‌توانند در سطح سفیران، وزرا یا سران دولت‌ها باشند.
ریاست شورا به صورت دوره‌ای هر ۶ ماه از میان کشورهای عضو انتخاب می‌شود. جلسات شورا، بنا به موضوعات مطرح شده از میان وزرای مرتبط تشکیل می‌شود. برای مثال زمانی که قرار است در حوزه سیاست‌های کشاورزی اتحادیه اروپا، تصمیمی گرفته شود، وزرای کشاورزی کشورهای عضو، شورا را تشکیل می‌دهند. ریاست این شورا برعهده رئیس دورهای اتحادیه می‌باشد. تنها ریاست شورای روابط خارجی که متشکل از وزرای خارجه است، به ریاست نماینده عالی اتحادیه اروپا در سیاست خارجی و امور امنیتی برگزار می‌گردد.
بلژیک ریاست شورا را از ابتدای ژانویه ۲۰۲۴ تا آخر ژوئن ۲۰۲۴ برعهده دارد.